# 지아엘라스
지아엘라스(고대 그리스어: Ζιαήλας 생몰 기원전 265년경 – 기원전 228년, 재위 기원전 254년경 – 기원전 228년)는 비티니아의 제3대 왕으로, 니코메데스 1세와 디티젤레 (Ditizele)의 아들이다.

## 생애
니코메데스 1세가 죽고 나서, 그의 둘째 부인 비티니아의 에타제타는 성년이 아닌 아들들을 대신해 섭정 역할을 했다. 니코메데스의 첫 결혼에서 얻은 성년 아들이던 지아엘라스는 왕위를 계승할 기회를 거부당하며, 아르메니아로 달아나 소페네에서 아르사메스 1세 왕의 궁정에서 망명 생활을 하였다. 아버지가 죽은 뒤 그는 곧바로 무력을 통해 그의 권리를 되찾으려 했고, 일부 갈라티아인들의 도움을 받아 복귀하였다. 아타제타가 인근 도시들과 안티고노스 2세 고나타스 등의 지원을 받기는 했으나, 지아엘라스는 신속히 비티니아를 정복하며, 에타제타와 그의 아들들이 기원전 254년경 안티고노스의 궁정으로 달아나게 하였다.
셀레우코스 2세 칼리니코스와 안티오코스 히에락스 간 형제들끼리 전쟁 동안, 그는 후자를 공격할 기회를 잡아, 소아시아를 정복하고자 했다. 이후에 이들은 동맹 관계가 되었고 기원전 245년경에 태어난 딸을 히에락스와 혼인시키기도 했다.
갈라티아인들에게 피살당하고 나서, 기원전 228년경 그의 아들 프루시아스 1세가 왕위를 이어받았다. 아버지 그리고 조부처럼 그 역시도 본인의 이름을 딴 '지아엘라'라는 신도시를 세웠으나, 이 도시의 위치는 알려져 있지 않다.

## 참고 문헌
- Cohen, Getzel M. (1996), 〈Zipoition〉, 《The Hellenistic Settlements in Europe, the Islands and Asia Minor》
- 본 문서에는 현재 퍼블릭 도메인에 속한 윌리엄 스미스가 쓴 《그리스와 로마의 전기와 신화 사전》 (1870년), vol. 3, p. 1310의 내용을 기초로 작성된 내용이 포함되어 있습니다.